# Romeinse tempel van Évora
De Romeinse tempel van Évora (Portugees: Templo romano de Évora) is een tempel in Évora, Portugal. Het gebouw wordt ook wel aangeduid als Templo de Diana, naar Diana, de Romeinse godin van de maan, de jacht en kuisheid. De tempel maakt deel uit van het historische centrum van de stad, dat is opgenomen op de Werelderfgoedlijst van de UNESCO.

## Geschiedenis
De naam Templo de Diana klopt eigenlijk niet. Dat de tempel aan Diana zou zijn gewijd, berust op een legende die in de zeventiende eeuw door een Portugese priester in de wereld is gebracht. In werkelijkheid is de tempel gebouwd ter ere van keizer Augustus, die werd vereerd als een god tijdens en na zijn bewind. De tempel werd gebouwd in de eerste eeuw na Christus op het belangrijkste openbare plein (forum) van Évora. Het gebouw werd gerenoveerd in de tweede en derde eeuw.
In de vijfde eeuw werd Évora binnengevallen door Germaanse volkeren. De tempel werd toen verwoest. Tijdens de middeleeuwen werden de ruïnes van de tempel geïntegreerd in een toren van het kasteel van Évora. Van de veertiende eeuw tot 1836 was er een slagerij gevestigd in de tempel. Na 1871 werden de middeleeuwse gebouwen gesloopt. De restauratie werd uitgevoerd door de Italiaanse architect Giuseppe Cinatti.

## Beschrijving van de tempel
De oorspronkelijke tempel was vergelijkbaar met het Maison Carrée in Nîmes (Frankrijk). Het podium van de tempel is nog compleet en is gemaakt van granieten blokken. Het podium heeft een rechthoekige vorm en meet 15 m × 25 m × 3.5 m.
De hexastyl portico van de tempel had zes zuilen. Aan de noordzijde van het podium staan nog steeds veertien zuilen die in de Korinthische stijl zijn gebouwd. De kapitelen en de basis van de zuilen zijn gemaakt van marmer afkomstig uit de omgeving van Estremoz. De zuilen en de architraven zijn gemaakt van graniet.
Recente opgravingen tonen aan dat de tempel was omgeven door een waterbassin.
Wijnstreek Alto Douro · Stadscentrum van Angra do Heroismo op de Azoren · Klooster van Batalha · Convent van Christus in Tomar · Cultuurlandschap van Sintra · Historisch centrum van Évora · Historisch centrum van Guimarães · Landschap van de wijncultuur op het eiland Pico · Laurisilva van Madeira · Klooster van Alcobaça · Hiëronymietenklooster en toren van Belém in Lissabon · Historisch centrum van Porto · Prehistorische rotskunst in de Côavallei · de stad Elvas en haar verdedigingswerken · Universiteit van Coimbra - Alta en Sofia · Koninklijk gebouw van Mafra: paleis, basiliek, klooster, Cerco-tuin en jachtpark (Tapada) · Bom Jesus do Monte-heiligdom in Braga